# Ночилья
Ночилья (итал. Nociglia) — коммуна в Италии, располагается в регионе Апулия, в провинции Лечче.
Население составляет 2659 человек (2008 г.), плотность населения составляет 266 чел./км². Занимает площадь 10 км². Почтовый индекс — 73020. Телефонный код — 0836.
Покровителем населённого пункта считается святой Sant’Antonio da Padova.

## Демография
Динамика населения:

## Администрация коммуны
- Официальный сайт: http://www.comune.nociglia.le.it Архивная копия от 1 сентября 2021 на Wayback Machine